# Pansdorf (Ratekau)
Pansdorf ist ein Ortsteil der Gemeinde Ratekau im Kreis Ostholstein in Schleswig-Holstein. Mit etwa 3400 Einwohnern ist Pansdorf die drittgrößte der 13 Dorfschaften der Gemeinde.

## Geographie
Pansdorf liegt  westlich des Timmendorfer Strandes etwa fünf Kilometer von der Ostseeküste entfernt. Westlich des Ortes fließt die Schwartau.
Es ist ein Teil der nördlichen Staffel des Nordrandes der nördlichen Hauptendmoräne, die mit der südlichen den sogenannten Baltischen Höhenrücken darstellt.
In Nord-Süd-Richtung verlaufen östlich von Pansdorf die Bundesautobahn 1 und westlich davon die Bahnstrecke Kiel–Lübeck. Daran ist Pansdorf mit einem Bahnhof sowie der Autobahnanschlussstelle 17 Pansdorf angeschlossen.

## Geschichte

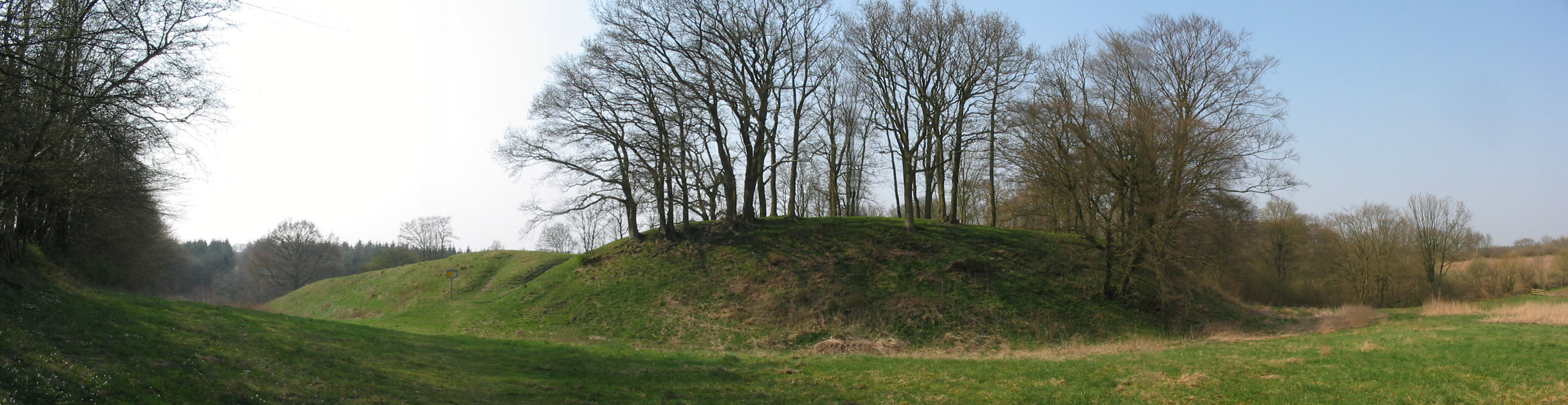
Der Blocksberg bei Pansdorf

Archäologische Funde am Grellberg sowie ein weiterer unbenannter jungsteinzeitlicher Grabhügel bei Pansdorf belegen eine urgeschichtliche Siedlungstätigkeit in der Gemarkung. Die in Pansdorf gefundene Rippenziste gilt als einer der frühesten Belege für die Einführung der Runenschrift. Der Blocksberg ist ein Zeugnis slawischer Siedlungstätigkeit aus dem 8./9. Jahrhundert.
In der ersten Hälfte des 19. Jahrhunderts gehörte Pansdorf im Fürstentum Lübeck zum Amt Großvogtei, das 1843 im Amt Schwartau aufging. Für die 1856 gegründete Gemeinde West-Ratekau wurde Pansdorf der Verwaltungssitz und blieb dies auch nach der Vereinigung mit Ost-Ratekau noch bis 1939.
Während des Zweiten Weltkrieges waren in Pansdorf zwei Zwangsarbeiterkommandos untergebracht.
Die Gemeinde übernahm 2001 die Trägerschaft der integrierten Gesamtschule Pansdorf, deren Standort 2008/2009 nach Ratekau verlegt wurde. Sie erhielt den Namen César-Klein-Schule. Pansdorf blieb Standort einer Grundschule.

## Sport

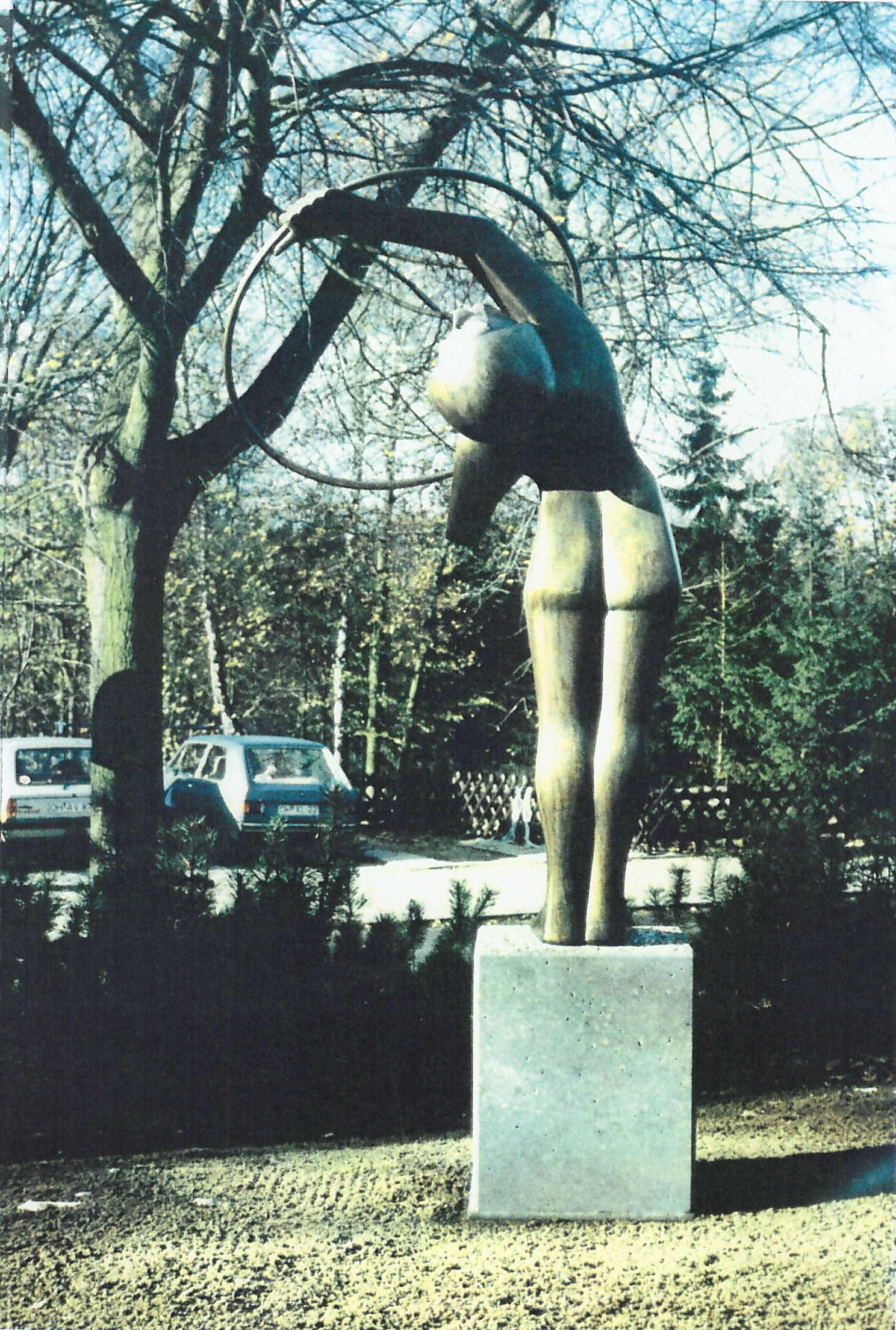
Werner Homuth: Reifengymnastik (Bronze), 1982, Hauptschule Pansdorf

In Pansdorf ist der TSV Pansdorf heimisch.

## Persönlichkeiten
- Gerd Hansen (* 1938 in Pansdorf), deutscher Ökonom und Statistiker, emeritierter Professor der Christian-Albrechts-Universität zu Kiel
- César Klein (* 1876; † 1954 in Pansdorf), deutscher Maler, Grafiker und Bühnenbildner

## Nachweise
1. 1 2  Dorfschaften. In: ratekau.de. Archiviert vom Original (nicht mehr online verfügbar) am 12. Januar 2016; abgerufen am 3. September 2024.
2. ↑   siehe Wilhelm Ohnesorge unter Heimatschutzverein
3. ↑  Zwangsarbeiter-S-H.de: Lagerliste.